# Claude Laroche
Pour les articles homonymes, voir Laroche.
Claude Laroche (né le 20 janvier 1946) est un acteur québécois.

## Filmographie

### Cinéma
- 1971 : Le Grand Film ordinaire
- 1972 : Montréal blues
- 1974 : Bingo (film) : Fernand
- 1984 : Les Années de rêves : Roger
- 1984 : Le Crime d'Ovide Plouffe : vendeur de dynamite
- 1988 : Gaspard et fil$
- 1990 : Ding et Dong, le film : Roger Ben-Hur
- 1991 : Nénette
- 1996 : Joyeux Calvaire : Léo
- 1999 : L'Île de sable
- 2002 : Au fil de l'eau : Rémi
- 2010 : Le Baiser du barbu : Gilbert
- 2016 : Votez Bougon : Frédéric Bougon
- 2021 : Mon cirque à moi : l'avocat de Bill
- 2021 : La Traversée (court métrage) d'Ève Saint-Louis : le père

### Télévision
- 1985 : Manon : Gérald Potvin
- 1996 : Parents malgré tout
- 2004-2006 : Les Bougon, c'est aussi ça la vie! : Frédéric Bougon
- 2007 : Louez un mari : Maurice Surette
- 2010-2011 : Yamaska : Lewis Paradis
- 2011 : 30 vies : le grand-père de Daphnée
- 2011-2015 : 19-2 : père de B. Chartier
- 2015 : Mon ex à moi : Dr Cadieux
- 2017 : District 31  : Richard Dubé
- 2022 : Stat : Martin Poitras

## Récompenses et Nominations

### Récompenses
- 2004 : Prix Gémeaux: Meilleure interprétation rôle de soutien masculin: Les Bougon, c'est aussi ça la vie!